# Hoplophorella minisetosa
Hoplophorella minisetosa är en kvalsterart som beskrevs av Sandór Mahunka 1978. Hoplophorella minisetosa ingår i släktet Hoplophorella och familjen Phthiracaridae. Inga underarter finns listade i Catalogue of Life.